# 27596 Maldives
27596 Maldives è un asteroide della fascia principale. Scoperto nel 2001, presenta un'orbita caratterizzata da un semiasse maggiore pari a 3,0041531 UA e da un'eccentricità di 0,2444339, inclinata di 6,79943° rispetto all'eclittica.
L'asteroide è dedicato alla Repubblica delle Maldive.